# Hernandaríaz
Hernandaríaz est une ville et un district du département de l'Alto Paraná au Paraguay.
La population du district était de 83 285 habitants en 2022.

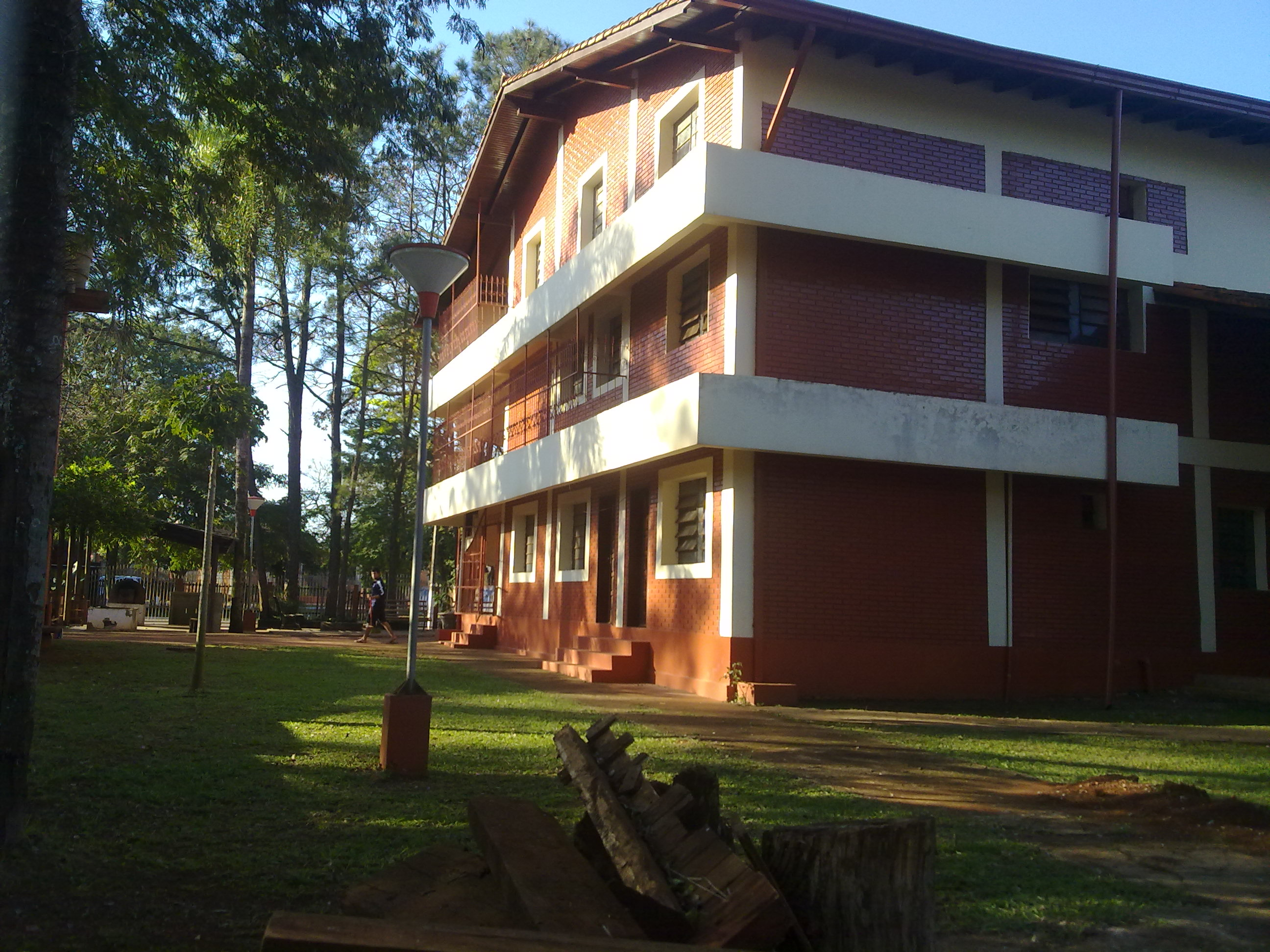
Église d'Hernandarias